# 吃豆人 (雅达利2600)
《吃豆人》是一部由同名街机游戏移植至雅達利2600平台的游戏，最早由南梦宫公司于1980年在街机上推出，后由雅达利公司于1982年3月中旬发售Atari 2600版。雅达利公司在当年3月3日举办了雅达利国际吃豆人节，为本作的发售造势。
在当时，Atari 2600（以下简称2600）是世界上最受欢迎的家用游戏机，而《吃豆人》又是世界上最受欢迎的街机游戏，因此雅达利热心地推销了本游戏的2600版。但是由于移植效果很不完美，本作在发售后便广受批评，实际销量远小于预期值，即使是购买了本游戏的玩家对游戏也颇有微辞。与《E.T.外星人》以及其他一些来自第三方制作人的劣质游戏（如《卡斯特的复仇》）一道，《吃豆人》成为导致1983年北美家用机市场崩溃的诱因之一。因为这些游戏摧毁了普通用户对雅达利、甚至是对整个家用机游戏产业的忠诚度。
本游戏低劣的移植效果被归咎于雅达利公司市场部门过于急切地试图提早发售游戏。雅达利要求其主要的程序员之一托德·福莱耶（Tod Frye）负责移植游戏，后者给他们拿出了一个事先做好的不完整版本。在试图赶在1981年圣诞节档期让游戏上市未果后，雅达利基于这个不完全版本开发了本作。
雅达利生产了1200万份本游戏的卡带，并售出700万套。当时总共只卖出过1000万台2600游戏机，雅达利冀望于本游戏足以带动游戏主机的销售。当这一期待落空后，雅达利只得销毁剩下的500万套游戏卡带，导致巨额亏损。

## 移植效果
虽说本作低劣的移植效果一直被认为于2600主机的机能限制有关，但雅达利随后在2600主机上推出的《吃豆人小姐》却显示该主机的机能完全足以支持本游戏获得更好效果。另外，也有多个本作的非官方修改版同样接近了街机原作的运行效果。因此导致本作失败的主要原因被认为是雅达利公司过于急躁的开发过程，以及该公司坚持使用4kb规格卡带承载本游戏，而非更宽裕的8kb卡带。

### 图像
在当时，能够制作彩色的游戏画面可谓是一项技术优势。雅达利的市场部门认为应当强调本作的色彩运用，于是要求程序员除非是表现外太空场景，否则避免使用黑色背景。结果，2600版的《吃豆人》拥有蓝色背景上的桔黄色墙壁，而非原版的黑色背景和蓝色墙壁。（2600版的《吃豆人小姐》也有类似的设定。）
与竖放的街机屏幕不同，普通的电视屏幕是横放的。似乎福莱耶因此试图将整个游戏逆时针旋转90度。传送管道（让走出屏幕一端的角色直接走入另一端）出现在屏幕的顶端与底端，小鬼巢穴的出口也朝向右方而非原版的上方。但即使进行了上述旋转，游戏的主角与维他命仍旧被放置于关卡的底部，与街机版本相同。
游戏中的四个敌人每隔四个帧轮流出现，但由于视觉的残留效果，给玩家的印象是必须面对四个不断闪烁的敌人。但这与其说是设计失误，不如说是主机机能的限制。2600游戏主机在电视屏幕上的同一行之间只能绘制两个活动人物或飞行物体，而玩家控制的吃豆主角就占去其中之一。为了应对超过同一行内同时出现多个主角或敌人的情况，游戏只能让敌人们轮流出现。
上述闪烁同样让敌人的颜色变得难以分辨，看上去接近淡黄或淡绿，但事实上每个敌人都拥有自己的独特颜色：红色，黄色，蓝色，绿色，但在蓝色的背景下并不显眼。2600版本下敌人的眼睛不断转动，而街机版中敌人的眼睛表现他们的移动方向。
还有一些其他区别，例如在2600版本里吃豆人的嘴巴一刻不停地不断开合，不论它是否正在移动。同样还可以看到吃豆人有一只眼睛，它的脸只能朝左或朝右，即使正在向上下移动也一样。街机版本中主角吃的圆形“豆子”在2600版变成长条状，所有奖励的水果都变成一种双色的长方形物体，据说是维他命。

### 音效
街机版背景中连续不断的警报声完全消失了。只有在吃豆人吃到强化药片（让主角可以反吃小鬼的道具）、小鬼变成蓝色时才能听到警报声。吃到豆子时的音效同样改变了，与街机版本独特的咀嚼声不同，2600版本发出一种刺耳的“梆梆”声。游戏的开场音乐被缩短为只剩四个音节。

### 游戏体验
为模仿原版游戏小鬼的独特行为模式，托德·福莱耶将四个小鬼设计为一个快而聪明，一个慢而聪明，一个快而笨，一个慢而笨。“聪明”与“笨”的区别在于笨的小鬼只是随机地在场景中移动，聪明的小鬼则取最短路线追踪玩家。
2600版的分数比原版少十倍。原版中吃一个豆得10分，移植版中得1分。原版中吃掉第一个小鬼得200分，移植版中得20分。此外，移植版中只要过关就奖励生命，而不像原版中每10000分奖励1UP。